# ناتریورز
 ناتریورز (به انگلیسی: Natriuresis) مرحله دفع سدیم در ادرار از طریق عمل کلیه‌ها می‌باشد.  (بازجذب سدیم کمتر شده و در نتیجه سدیم بیشتر دفع می‌شود)(هایپر کالمی افزایش بیش از حد پتاسیم). برای جبران این حالت   بازخورد خودش فعال شده وبا تحریک CRH هیپوتالاموس و آن نیز تحریک ACTH هیپوفیز، باعث تحریک و ترشح آلدوسترون از بخش قشری فوق کلیه می‌شود. آلدسترون  باعث جذب سدیم و آب بیشتر توسط کلیه‌ها می‌شود. یعنی آلدسترون باعث مهار ناتریورز می‌شود و یامصرف مقداری Nacl (نمک طعام) پیشنهاد می‌شود، که باعث حفظ آب و نمک در حد نیاز (هموستاز) می‌شود. ناتریورز غلظت سدیم در خون را کاهش می‌دهد و همچنین تمایل به کاهش حجم خون به دلیل نیروهای اسمزی آب را دنبال دفع سدیم از گردش خون بدن از طریق ادرار است. بسیاری از داروهای دیورتیک استفاده از این مکانیسم برای درمان شرایط پزشکی مانند هیپرناترمی و فشار خون بالا تجویز می‌شود.

## ناتریورز بیش از حد می‌تواند به علت موارد زیر ایجاد شود
- بیماری کیستیک مدولاری
- سندرم بارتر
- فاز دیورتیک از نکروز حاد توبولار
- بعضی از دیورتیک‌ها
- بیماری اولیه کلیوی
- هیپرپلازی آدرنال مادرزادی
- سندرم ترشح نامناسب هورمون